# 벌깨덩굴
벌깨덩굴은 꿀풀과의 여러해살이풀이다. 산지의 그늘진 곳에 난다.

## 생태
줄기의 길이는 15-30cm이다. 5쌍 정도의 잎이 붙으며, 줄기는 사각형, 긴 흰색 털이 드물게 나 있고, 옆으로 뻗으며, 마디에서 뿌리가 내려 뻗어 나간다. 밑동의 잎은 마주나며 잎자루가 있고, 심장형, 약간 세모지고, 가장자리에 둔한 톱니가 있다. 길이 2–5 cm, 폭 2-3.5 cm, 덩굴줄기의 잎은 잎자루가 없다. 잎에서 깻잎과 비슷한 향기가 난다. 꽃은 5월에 보라색, 줄기의 위쪽 잎겨드랑이에 커다란 입술 모양의 것이 한쪽을 향하여 4송이 정도 핀다. 꽃받침은 짧은 통 모양, 끝은 5갈래, 길이 1 cm가량, 화관통은 길이 4-5cm이다. 아랫입술 꽃잎의 가운데 조각이 특히 크고, 옆의 꽃잎 갈래와 함께 짙은 자주색 점과 긴 흰털이 있다. 수술은 4개 중 2개가 길다. 열매는 소견과, 도란형 길이 3mm가량이고 잔털이 드물게 나 있다.

## 쓰임새
어린순은 식용하며 꽃은 관상용으로 심기도 한다.

## 품종
- 흰벌깨덩굴(Meehania urticifolia for. leucantha Hara)
- 붉은벌깨덩굴(Meehania urticifolia for. rubra T.B.Lee)(비합법명)
- Meehania urticifolia f. rosea J.Ohara

## 사진

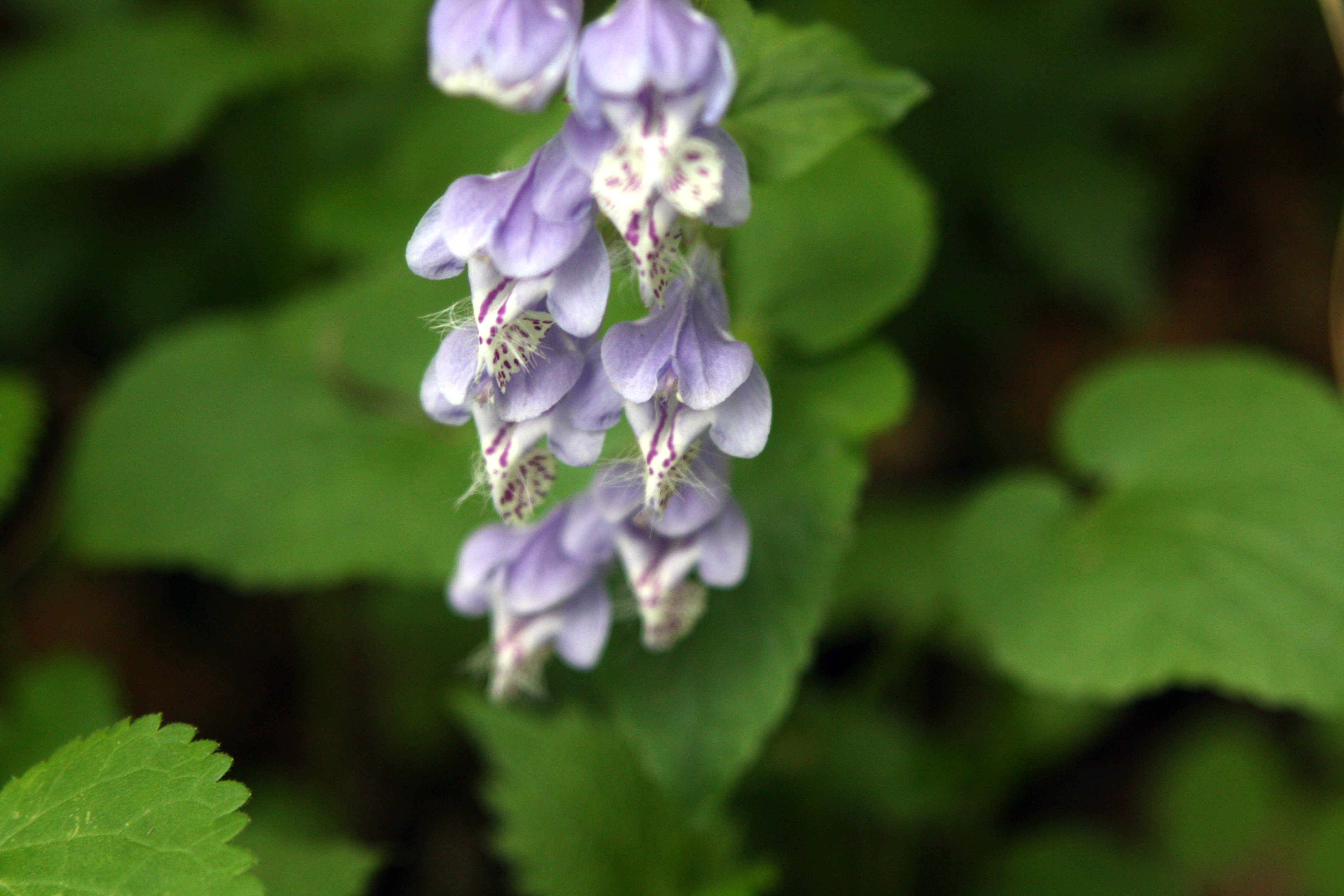
꽃
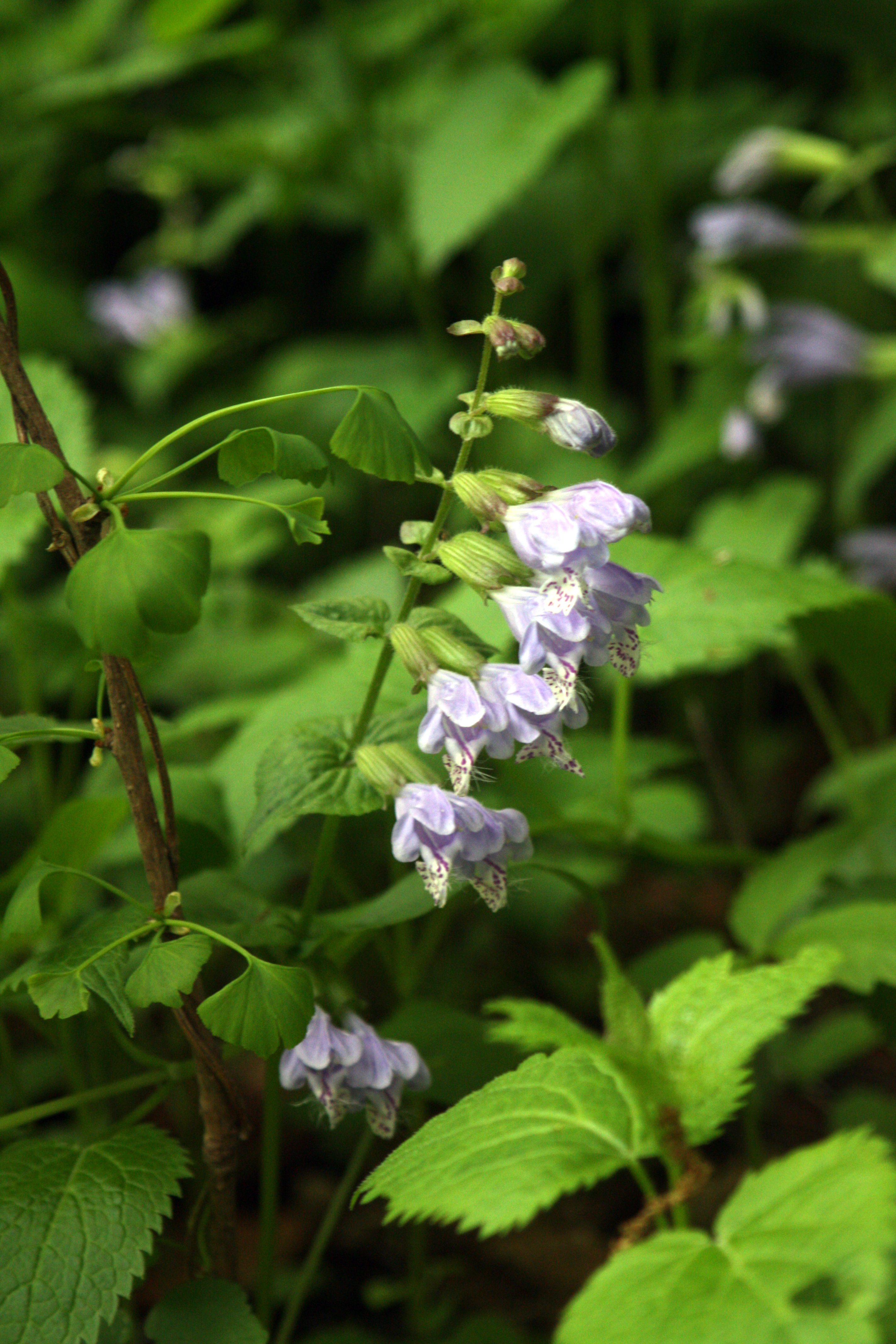
꽃차례
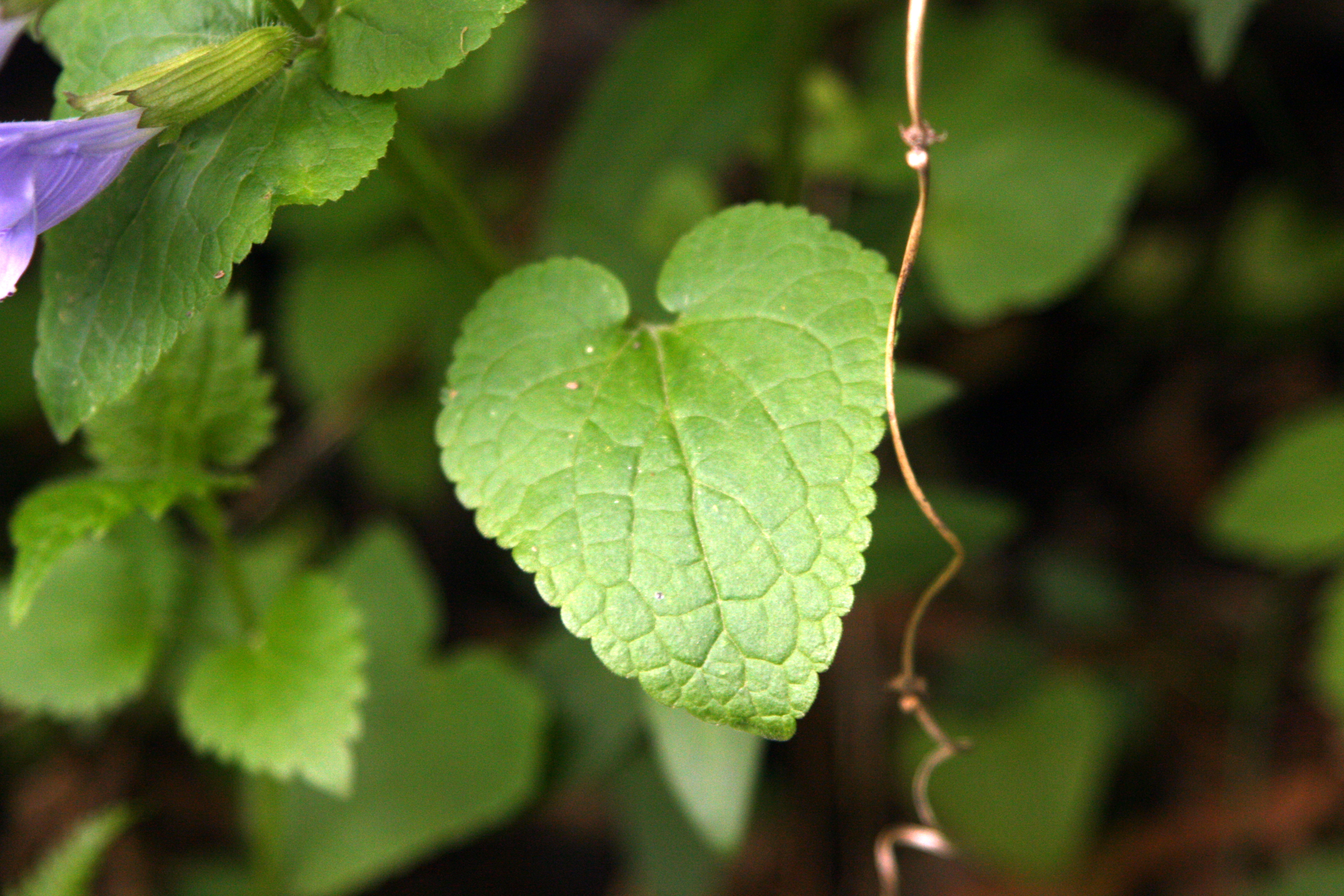
잎